# عملية أبابيل
عملية أبابيل هي سلسلة من الهجمات الإلكترونية التي نفذتها المجموعة الجهادية سايبر فايترز التابعة لجماعة عز الدين القسام خلال عامي 2012 و2013، مستهدفة العديد من المؤسسات المالية الأمريكية ردا على هجمات فيروس ستوكسنت ضد منشآت برنامج إيران النووي وضد الفيلم المسيء للرسول محمد ﷺ براءة المسلمين. وقد سجلت العمليات أكثر من 135 هجومًا على البنوك الأمريكية، مقسمة إلى 47 موجة من الهجمات في 4 مراحل.

## مدلول اسم العملية والمنفذون

### اسم العملية
عرفت المجموعة تحت اسم القائد والداعية الإسلامي عز الدين القسام، الذي قاد الكفاح المسلح ضد المنظمات القومية البريطانية والفرنسية واليهودية في بلاد الشام في عشرينيات وثلاثينيات القرن الماضي والذي تعرف به كذلك كتائب عز الدين القسام الجناح المسلح لحركة حماس. في حين كان اسم «عملية أبابيل» اسمًا أيضا لعملية عسكرية باكستانية فاشلة في أبريل 1984.
ورغم أن القراصنة لم يقدموا أي تفسير واضح فيما يتعلق باسم العملية، إلا أن كلمة أبابيل قد ورد ذكرها في القرآن الكريم مرة واحدة، وذلك في سياق الحديث عن قصة أصحاب الفيل، للإشارة إلى الطيور الأبابيل التي أرسلها الله لمعاقبة جيش أبرهة الحبشي الذي أراد مهاجمة مكة في عام 571. فقضت عليه هذه الطيور بأمطار من الصخور البركانية. لقوله تعالى: ﴿أَلَمْ تَرَ كَيْفَ فَعَلَ رَبُّكَ بِأَصْحَابِ الْفِيلِ ۝١ أَلَمْ يَجْعَلْ كَيْدَهُمْ فِي تَضْلِيلٍ ۝٢ وَأَرْسَلَ عَلَيْهِمْ طَيْرًا أَبَابِيلَ ۝٣ تَرْمِيهِمْ بِحِجَارَةٍ مِنْ سِجِّيلٍ ۝٤ فَجَعَلَهُمْ كَعَصْفٍ مَأْكُولٍ ۝٥﴾.
كما تشير الأبابيل أيضًا إلى طائرة إيرانية بدون طيار في التسعينيات.

### المنفذون
صرح المهاجمون من خلال صفحتهم أنهم مجموعة تتألف من متطوعين من مختلف أنحاء الشرق الأوسط. في حين بين تحليل عناوين الآي بي الخاصة بالقراصنة المهاجمين أن أعضاءها يأتون بشكل خاص من إيران وفلسطين. كما أجرت بعض المصادر مقارنات تقاربية بين هجمات المجموعة، وتشكيل الحكومة الإيرانية لفريق الدفاع الإلكتروني وكذا اجتماع الكتروني لحزب الله تم تنظيمه في نهاية عام 2011.
صرحت الحكومة الأمريكية، أنها تعتقد أن القراصنة هم منظمة تضم حوالي 100 متخصص أمني إيراني. في المقابل أدان المخترق الأمريكي The Jester مشاركة أعضاء أنونيموس الذين باعوا خدماتهم للجماعة الإسلامية.
وقد تمثلت سياسة الهجوم المتبعة من طرف القراصنة في استخدم وسائل الإعلام لإعلان على هجماتهم قبل تنفيذها بغية الحصول على زخم إعلامي مؤثر، مما ساعد في شهرتهم ونجاح هجماتهم. حيث رصد استخدامهم لموقع Pastebin.com الإخباري بالنسبة لجميع هجماتها تقريبًا، قبل شن هجماتهم على أهدافهم خارج شبكات الإنترنت، على الرغم من الأجهزة التي وضعتها البنوك لمواجهة هذه الهجمات.

## الهجمات
بعد بث القس الأمريكي الأصولي المثير للجدل تيري جونز فيلما ترويجيا قصيرا ضد الإسلام تحت عنوان براءة المسلمين. شنت المجموعة في 18 سبتمبر 2012 هجماتها الالكترونية الأولى أو بشكل أكثر تحديداً هجمات الحرمان من الخدمة، من قبل ما عرف بمقاتلي عز الدين القسام معللة ذلك بأنه "فيلم تدنيسي من صنع الولايات المتحدة بمساعدة النظام الصهيوني" ضد "مسلمي العالم بأسره الذين يجب لهم أن يتحدوا" من أجل "القيام بكل ما هو ضروري لمنع نشر هذا الفيلم. وقد تم اختيار أهداف الهجمات "المملوكة للرأسماليين الصهاينة الأمريكيين". والتي من المفترض أن "تستمر حتى محو هذا الفيلم المثير للاشمئزاز". وقد كانت جميع الهجمات جزء من عملية الأبابيل، التي سجل هجومها الأخير في أغسطس 2013.
تمت العملية على أربع مراحل موزعة على مدار عام، تخللتها بيانات تهديد وإهانة ومعاداة للسامية تم نشرها على منصة pastebin.com الخاصة بالمجموعة. كانت مراحل الهجمات تتمثل في موجات من الهجمات بعد فترة هدوء، يليها إصدار بيان بالهجوم التالي. ولم يصرح القراصنة أسباب اختيارهم مهاجمة أهدافهم في هذا الترتيب دون سواه. وقد تضمنت أهداف القراصنة بورصة نيويورك بالإضافة إلى عدد من البنوك. كانت نتيجة الهجمات تعطيلًا محدودًا للمواقع الإلكترونية المستهدفة.
انتهت الهجمات في 23 أكتوبر 2012 بسبب عطلة عيد الأضحى حيث عرضوا التحدث إلى وسائل الإعلام عبر البريد الإلكتروني.
وقد واكبت الهجمات عدة مظاهرات عنيفة في العديد من الدول العربية في عام 2011 ضد شريط «براءة المسلمين». تسبب أحدها في وفاة 50 شخصًا في مصر. كما صدرت فتاوى تحيل دم صناع الفيلم في باكستان.

### الجزء الثاني
في 10 ديسمبر 2012، أطلق القراصنة المرحلة الثانية من عملية الأبابيل. من خلال بيان حددت فيه البنوك المستهدفة والتي شملت بنك الولايات المتحدة بانكورب، J.P. Morgan Chase، بنك أوف أميركا، بي إن سي للخدمات المالية ثم بنك صن ترست معللين تأخرهم في هذه المرحلة إلى أحداث عالمية مثل إعصار ساندي وانتخابات الرئاسة الأمريكية لعام 2012. كما ذكر البيان أن من بين دوافع الهجوم الإخلال بحرمة النبي محمد ونفى تورط أي دولة أخرى.
خلال هذا الوقت، زاد اهتمام وسائل الإعلام بمراقبة الوضع حيث صرح أحد الصحفيين بقوله «تبرز عملية الآبابيل تطورا وتركيزا مميزا.» مما عضد الشكوك حول تورط إيران. في 29 يناير/ كانون الثاني 2013، تم إصدار بيان اخر مفاده أن المرحلة الثانية ستنتهي نظرًا لإزالة النسخة الرئيسية من الفيديو من يوتيوب. فيما حدد البيان ضرورة حذف النسخ الإضافية للفيلم الموجودة على منصة يوتيوب أيضا.

### الجزء الثالث
في 12 فبراير 2013، أصدر القراصنة تحذيراً بحذف جميع نسخ الفيلم الأخرى المشار إليها في تاريخ 29 يناير. أتبعوا ذلك بـ «تحذير خطير» ثم «إنذار أخير» بعد عدم إزالة النسخ الإضافية من الفيديو. في 5 مارس 2013، أعلنوا بداية المرحلة 3 من عملية الأبابيل على صفحة Pastebin الخاصة بهم. تلا ذلك استهداف العديد من مواقع المؤسسات المالية.

## ضحايا الهجوم والخسائر

### الخسائر
- نجحت الاحتجاجات والهجمات المتعاقبة في حذف فيديو براءة المسلمين من منصة فيديو يوتيوب بسبب مشكلات حقوق الصورة. حيث لم يعرف الممثلون أنهم يصورون لفيلم ينقل هذا النوع من الخطاب. في حين صرح نظام بث الفيديوهات يوتيوب على أن الانسحاب لم يكن بسبب هجمات المخترقين. لكن ضغط المخترقين والفتاوى كان الدافع الأساس والمباشر لطلب إزالة الفيلم من قبل الممثلين.
- بالنسبة للبنوك، يصعب تقدير الخسائر المالية. حيث قال مايك روجرز، وهو عضو جمهوري في مجلس النواب الأمريكي، إن الخسائر التي تكبدها أحد البنوك التي لا يريد الكشف عن اسمه بلغت 100 مليون دولار. بالإضافة إلى العملاء الغير الراضين عن المواقع المعطلة التي تشتغل بشكل متقطع لمدة أسبوع في بعض الأحيان.

### ضحايا الهجوم
| المؤسسة البنكية                 | عدد الهجوم |
| بنك الخدمات المالية PNC         | 13         |
| BB&T                            | 13         |
| بنك أوف أمريكا                  | 10         |
| ولز فارجو                       | 9          |
| تشيس (بنك)                      | 8          |
| Fifth third bank                | 7          |
| Regions                         | 7          |
| Capital One                     | 6          |
| US Bank                         | 6          |
| إتش إس بي سي                    | 6          |
| Sun Trust                       | 4          |
| Citizens bank                   | 4          |
| أمريكان إكسبريس                 | 3          |
| Zions Bank                      | 3          |
| سيتي بنك                        | 3          |
| Key Bank                        | 3          |
| سيتي غروب                       | 2          |
| جي بي مورغان تشيس               | 2          |
| Ameriprise                      | 2          |
| Schwab Bank                     | 2          |
| Harris Bank                     | 2          |
| Huntington Bank                 | 2          |
| M&T Bank                        | 2          |
| People’s united Bank            | 2          |
| UMB Financial Corporation       | 1          |
| UMPQUA Bank                     | 1          |
| Bank of the West                | 1          |
| Synovus Bank                    | 1          |
| Federal Credit Union            | 1          |
| University Federal Credit Union | 1          |
| Patelco                         | 1          |
| Ally Financial                  | 1          |
| Comerica                        | 1          |
| First citizen’s bank            | 1          |
| Union Bank                      | 1          |

## ردود الفعل
في 21 سبتمبر 2012، ذكرت صحيفة واشنطن بوست أن الهجمات لم تنبع من مجموعة من المتطفلين بل من الحكومة الإيرانية مستشهدة بالسيناتور الأمريكي جوزيف ليبرمان باعتباره مؤيدًا لهذه الفكرة. حيث قال ليبرمان لسي-سبان إنه يعتقد أن الحكومة الإيرانية كانت ترعى هجمات الجماعة على البنوك الأمريكية ردا على العقوبات الاقتصادية الغربية. فيما صرح تقرير اخر صادر عن Dancho Danchev أن «المهارات الفنية التي عفا عليها الزمن والتي لا صلة لها بدوافع الهجوم هي المشبوهة». لكن مايكل سميث، رئيس الأمن الإلكتروني في أكاماي، وجد أن حجم الهجمات - كانت 65 غيغا بايت من حركة المرور في الثانية - وهي أكثر اتساقًا مع دولة (مثل إيران) من هجوم نموذجي لمخترقين والذي سيكون أقل من 2 جيجا بت / ثانية.
ادعى المخترق المثير للجدل، The Jester، أن «مقاتلي قسام سايبر» تعاونوا في هجماتهم مع مجموعات القراصنة أنونيموس.

## حاشية
1. ↑  سورة الفيل، الآية 1-5